# Aimeos
Aimeos е софтуерна библиотека с отворен код, която предлага пълен набор от компоненти за електронна търговия за PHP приложения. Оптимизирана е за скорост и лесно надграждане и същевременно е лесна за интеграция в съществуващи Уеб приложения.

## История
Разработката на софтуера започва през 2008 г., понеже никой от съществуващите софтуери за електронни магазини не е достатъчно гъвкав и бърз, за да покрие изискванията на всички клиенти. Първата официална версия на LGPL е пусната през 2012 г. използвайки името Arcavias. От октомври 2014 г., независими разработчици подобряват софтуера, сега под името Aimeos и го интегрират в различни PHP софтуерни среди.

## Aimeos ядро
Ядрото (Aimeos Core) осигурява компонентите за електронна търговия, състоящи се от няколко слоя. Основният абстракционен слой съдържа адапторите, необходими за интеграция в основното приложение. Над него има слой за достъп до данните, който предлага общ вид за изтегляне и управление на данните независимо къде са съхранени. Контролерите на следващия слой включват бизнес логиката. Те осигуряват нужните данни за компонентите от най-горния слой и обработват входящите данни.
Приложението има достъп до следните компоненти:
- Филтриране, кратко и цялостно търсене
- Информация за категориите
- Списък на продуктите
- Подробен изглед на продукта
- Любими продукти
- Наблюдавани продукти
- Продукти за изтегляне
- Отбелязани продукти
- Кошници
- Процес на плащане
- Потвърждаване на поръчка
- История на поръчките
- Актуализация на доставката и плащането
- E-mail изпращане

Паралелно с това има контролери и външни компоненти за управление на данните на магазина. До Ext JS има базиран администраторски интерфейс за експерти и опростен интерфейс за потребители. Също така, данните на магазина могат да се извличат и управляват през JSON API.
Всички компоненти и класове на системата могат да бъдат разширени или заменени със собствени разработки. Освен това, софтуерът има възможност за многократност на магазините, позволявайки безкраен брой от магазини със свои собствени каталози, клиенти, поръчки и администраторски панели в рамките на една инсталация.

## Интегрирания
Aimeos като компонент може да бъде интегриран във всяко PHP приложение. Интегриранията в тези проекти с отворен код са на разположение на:
- TYPO3 CMS
- Flow
- Laravel
- Slim PHP
- Symfony

Aimeos ядрото използва инфраструктурата на приложението или средата възможно най-много, например за достъп до заявка/отговор и сесията на потребителя, генериране на линкове или за конфигурация на компоненти. Пълният списък на използваната инфрастуктура (ако е на разположение) е:
- Установяване на автентичност
- Разрешение
- Кеш
- Конфигурация
- Файлова абстрактна система
- Генериране на имейли
- Влизане в системата
- Заявка
- Отговор
- Рутиране
- Превод
- Сесии на потребителите

Като допълнение, възможно е интегрирането на шаблона, използван от приложението.

## Общност
Разработката на софтуера се осъществява в GitHub платформата. Разработчиците могат да направят промени по версиите и да изтеглят актуалния код. Възможно е също съобщаването за грешки или заявки за нови възможности през GitHub. За превода на Aimeos се използва платформата Transifex. След регистрация, всеки може да приспособи преводите за собствени нужди или да преведе нов език.
Освен това, има възможност за обмяна на идеи в онлайн форума или да се зададат въпроси. Ръководството за потребители и разработчици използва Уики. Всеки заинтересуван може да направи подобрения или създаде нови статии след регистрация.

## Езици
Следните езици са поддържани:
- Български
- Холандски
- Английски
- Френски
- Немски
- Полски
- Руски
- Испански
- Турски
- Китайски (отчасти)
- Персийски (отчасти)
- Сръбски (отчасти)
- Виетнамски (отчасти)

## Версии
| Версии  | Дата на издаване | PHP версия | Коментар                                   |
| ------- | ---------------- | ---------- | ------------------------------------------ |
| 2020.07 | 2. юли 2020      | >= 7.1     |                                            |
| 2020.04 | 7. април 2020    | >= 7.1     |                                            |
| 2020.01 | 7. януари 2020   | >= 7.1     |                                            |
| 2019.10 | 3. Октомври 2019 | >= 5.5     | Версия включваща поддръжка за дълъг период |
| 2019.07 | 2. юли 2019      | >= 5.5     |                                            |
| 2019.04 | 4. април 2019    | >= 5.5     |                                            |
| 2019.01 | 3. януари 2019   | >= 5.5     |                                            |
| 2018.10 | 4. Октомври 2018 | >= 5.4     | Версия включваща поддръжка за дълъг период |
| 2018.07 | 4. юли 2018      | >= 5.4     |                                            |
| 2018.04 | 2. април 2018    | >= 5.4     |                                            |
| 2018.01 | 1. януари 2018   | >= 5.4     |                                            |
| 2017.10 | 4. Октомври 2017 | >= 5.4     | Версия включваща поддръжка за дълъг период |
| 2017.07 | 3. юли 2017      | >= 5.4     |                                            |
| 2017.04 | 7. април 2017    | >= 5.4     | JSON API                                   |
| 2017.01 | 4. януари 2017   | >= 5.4     |                                            |
| 2016.10 | 4. Октомври 2016 | >= 5.3.3   | Версия включваща поддръжка за дълъг период |
| 2016.07 | 7. юли 2016      | >= 5.3.3   |                                            |
| 2016.04 | 31. Март 2016    | >= 5.3.3   | Стабилна версия 2016                       |
| 2016.03 | 10. Март 2016    | >= 5.3.3   |                                            |
| 2016.01 | 14. януари 2016  | >= 5.3.3   | Поддръжка на PSR-1, PSR-4 и PSR-7          |
| 2015.10 | 1. Октомври 2015 | >= 5.2     | Версия включваща поддръжка за дълъг период |
| 2015.07 | 16. Юли 2015     | >= 5.2     |                                            |
| 2015.03 | 11. Март 2015    | >= 5.2     | Първа версия с име Aimeos                  |

## Технически изисквания
Минималните изисквания са:
- Unix система, например Линукс, Mac OS X или Solaris
- уеб сървър като Apache или Nginx
- Релационна база данни, например MySQL 5.7.8 или по-нов
- PHP 5.5 или по-нов